# NoiseMaker Compilation - Laboratorio 2
NoiseMaker Compilation - Laboratorio 2, pubblicato nel 2005, è una compilation del dj italiano Gigi D'Agostino.

## Tracce
1. Luce – 3:36 (Dottor Dag)
2. Wellfare (When The Sun Rises) – 2:18 (Gigi D'Agostino)
3. Everybody Changing (Gigi D'Agostino Trip) – 6:31 (Officina emotiva)
4. Geht's Noch? (Lento violento) – 5:31 (Uomo suono)
5. Forever (Gigi D'Agostino & Pandolfi Mix) – 6:12 (Dj Pandolfi)
6. Jumpin' (Belloni Mix) – 5:11 (Luca Belloni)
7. Geht's Noch? (Veloce feroce) – 4:50 (Uomo suono)
8. Arcano (F.M.) – 3:04 (Federico Romanzi)
9. Parlando – 5:19 (La tana del suono)
10. Buchet De Trandafiri (Gigi D'Agostino Dondolando Mix) – 3:51 (Akcent)
11. Lost In My Dreams – 3:19 (Gigi D'Agostino)
12. Mosquito Song – 5:00 (Officina emotiva)
13. Once upon a Time (English Trip) – 6:09 (Elettrogang)
14. Buchet De Trandafiri (DJ Pandolfi Mix) – 5:32 (Akcent)
15. Everybody Changing (Gigi D'Agostino Trip F.M.) – 3:00 (Officina emotiva)
16. Forever (F.M. Mix) – 3:25 (Dj Pandolfi)
17. Medicina naturale (Anticojonitico Mix) – 4:32 (Dottor Dag)